# Heliconius cillenula
Heliconius cillenula är en fjärilsart som beskrevs av Adalbert Seitz 1913. Heliconius cillenula ingår i släktet Heliconius och familjen praktfjärilar. Inga underarter finns listade i Catalogue of Life.